# Justin Spitzer
Justin Spitzer (...) è uno sceneggiatore statunitense.
Spitzer è principalmente ricordato per i vari episodi scritti per la serie televisiva Scrubs - Medici ai primi ferri e per The Office. Ha inoltre scritto alcuni degli episodi della sit-com Courting Alex, 4 dei quali però non sono mai stati mandati in onda per via degli scarsi risultati ottenuti e la serie Pazzi d'amore
Justin, insieme a tutti gli sceneggiatori di The Office è stato nominato a 3 Emmy Awards per la Miglior serie televisiva commedia.
Nel 2015 è ideatore della sitcom Superstore.